# 兵庫縣姫路護國神社
兵庫縣姫路護國神社（ひょうごけんひめじごこくじんじゃ）は、兵庫県姫路市にある護国神社。兵庫県西部地区出身（播州・但馬地区十二市十五郡）の戦没者56988柱を祀る。姫路城の中曲輪内の敷地に当たる（現：姫路公園）。

## 歴史
江戸時代は武家屋敷、明治時代に中曲輪が軍用地となってからは調馬場であった。
1893年（明治26年）より毎年、現鎮座地の近くに祭庭を設けて招魂祭が行われていたが、正式な社殿を造営して招魂社とすることとなり、1936年（昭和11年）に鎮座地を決定、1938年（昭和13年）に竣工・鎮座した。翌1939年（昭和14年）、制度改革により兵庫縣姫路護國神社となり、内務大臣指定護国神社となった。第二次世界大戦後のGHQ占領下は、「護国神社」の名称では軍国主義施設として廃止される虞があるとして、姫路城の別名の白鷺城に因んで「白鷺宮」と改称していた。独立後は元の社名に復した。
戦後、年月を経て神社を支えてきた遺族、戦友などの高齢化、戦没者に対する意識の変化による参拝者の減少が危惧されている。
兵庫県内には、他に神戸市の兵庫縣神戸護國神社があり、こちらは県東部の戦没者を祀っている。姫路城の近くには別表神社の射楯兵主神社（播磨国総社）があり、ほかに姫路城内に酒井正親を祀る姫路神社がある。

## 境内
境内は本殿・社務所の他、白鷺宮と呼ばれる結婚式場・休憩所などが建つ。
此の他、「鉄五四五四部隊 比島散華碑」・「姫路歩兵第百三十九連隊 鎮魂碑」・「第十七師団 鎮魂碑」などの慰霊碑が建つ。

## ギャラリー
- 姫路城と姫路護国神社
- 神殿と御祓いの様子